# Élida Passo
Élida Passo (1867-1893) est une pharmacienne argentine, c'est la première femme à pratiquer cette profession dans son pays, et la première femme diplômée d'université en Amérique du Sud.

## Biographie
Née à Buenos Aires en 1867, elle est la fille d'un pharmacien. Elle fait des études supérieures en physique et sciences naturelles à l'Université de Buenos Aires. Elle étudie par la suite la pharmacie, et obtient son diplôme en 1885, devenant la première femme à obtenir un diplôme universitaire en Amérique du Sud,.
Ultérieurement elle veut étudier la médecine, mais les autorités de l'Université lui refusent l'entrée, sous le prétexte qu'il serait difficile pour une femme d'étudier avec des hommes. Elle fait appel de cette décision, ce qui a de grandes répercussions dans le domaine académique. Elle obtient le droit de poursuivre ses études de médecine, mais meurt prématurément de la tuberculose en 1893 alors qu'elle était en cinquième année et toute proche d'obtenir son diplôme. Cecilia Grierson sera la première femme médecin d'Argentine quelques années plus tard.

## Filmographie
Le film Allá en el setenta y tantos  réalisé par Francisco Múgica et sorti en 1945 donne une version romancée de sa vie.